# ZOIDS惑星Zi
『ZOIDS惑星Zi』（ゾイドプラネットズィー）は、塩崎雄二による漫画作品。『月刊コロコロコミック』（小学館）にて、2001年12月号から2003年7月号まで連載された。
青年漫画雑誌で連載することが多い塩崎雄二の初の少年漫画作品。
連載時のコロコロコミック誌によれば、本作の舞台は惑星Ziの東方大陸とされる。

## あらすじ
地球人である主人公クーゴは試作段階の小型宇宙船「トロモノス号」で滅びゆく地球に代わり、人類の居住可能な惑星を探すため、相棒のスエイプと共に地球から旅立った（独断での発進であり正式な任務ではなかったが、少なくとも惑星Zi接近前には探索任務としての許可は下りたらしい）。
任務中に以前銀河開拓船が遭難した宙域に侵入したため上官から帰還を命じられるが、クーゴは救援信号をキャッチ、命令を無視して発信源の惑星へと向かう。
だが、惑星に接近した所で小惑星に激突しエンジンにダメージを負ったトロモノス号は不時着し、航行不能となる。不時着した惑星は酸素濃度や植物の生育状況などが地球に近い環境であり、まさに移住にはうってつけと思われた。
そこでクーゴは、その星・惑星Ziの固有生物であるゾイド、｢ケーニッヒウルフ」や、現地の惑星Zi人、ゾイドの多くを知る老人オサンゾと出会う。しかし、オサンゾをつけ狙うプラチ団(ダークスパイナー)によって窮地に立たされ、それによってオサンゾも連れ去られてしまう。プラチ団との再戦に勝利したクーゴたちは気配を頼りに減るフィールドへ向かうが、そこへプラチ団を操っていた黒幕エーマの刺客であるキメラブロックス(フライシザース、シェルカーン)が襲来。味方のゾイドであるケーニッヒウルフとライガーゼロイクスが死亡する。一時退避したクーゴたちはオサンゾが隠匿していたアジトに入り、そこでブロックスゾイド(レオブレイズ、ウネンラギア、ナイトワイズ、モサスレッジ)を入手。レオブレイズとウネンラギアの合体によってキメラブロックスを撃破する。そして戦いの最中にエーマの存在と彼の惑星Zi世界征服の野望を知り、オサンゾ救出のためブラックストーンへと向かった。
ブラックストーン近郊の町ではキメラの襲来が発生していたが、オサンゾからバスターイーグルを託されたウッシータがそれを撃退していた。ウッシータの娘メイを仲間に加えたクーゴたちはブラックストーンへと向かい、そこでエーマの部下インギと激突する。インギの繰り出すキメラブロックス(ディプロガンズ、デモンズヘッド)を激闘を繰り広げる最中、インギはキメラを合体させロードゲイルを誕生させ、その破壊光線によってブラックストーンの島を分断する。レオブレイズたちブロックスゾイドはロードゲイルの圧倒的な力に苦戦するものの、オサンゾの導きによって4体のブロックスゾイドがマトリクスドラゴンへと合体。形成を逆転する。そして戦いの最中にインギが見せた幻想により、10年前に帝国と共和国の戦いが勃発し、ゾイド開発者であるインギ、オサンゾたちは地下研究所で傷ついたゾイドの修復作業を行っていた事を知る。そして同じく研究者であったエーマはこの方針に疑問を感じ、遺伝子操作によって強力なゾイドを生み出し、帝国と共和国双方を支配する陰謀を企てていた。
インギの手によって町にキメラブロックスの軍団が解き放たれ、窮地に陥るマトリクスドラゴンとバスターイーグル。その時、Ziソウルによってマトリクスドラゴンが進化し、ロードゲイルを打ち破る。そして、クーゴはオサンゾがデビルアースに存在するエーマの居城に幽閉されていることを知り、そこに急行する。エーマが乗るロードゲイルの進化体とも激突し、これを打倒するものの、エーマは脱出し、その居城である浮遊要塞が崩壊。オサンゾも死亡した。オサンゾの死に際に帰還用のシャトルの存在も知る事となるが、クーゴはこれによる地球への連絡をスエイプに任せ、自身はエーマの手から惑星Ziの平和を守るため、その地に残る決心をした。

## 登場人物
クーゴ主人公。地球から来た少年。操縦の腕前は確か。最終回で本人は地球に戻らず、星へ留まる。ケーニッヒウルフに搭乗することに。後にレオブレイズへと乗り換える。
スエイプ
クーゴと共にトロノモス号に搭乗していた謎の小動物。喋ることはできないが、人の言葉を理解することはできる。
オサンゾ
惑星Ziに不時着したクーゴが最初に出会った人間。
伝説のゾイドマスターと呼ばれており、野良ゾイドを従わせたり念力のような物で自分とグゥのゾイドを合体させる等、
謎の多い人物であったが、後に地球出身の技術者であると明かされた。ブロックスゾイド達の生みの親。
グゥ
クーゴ達が訪れた村でガキ大将として登場し、後に成り行き的に仲間となる。関西弁で話すが、時々用法が怪しくなっている。
顔がブタに似ている上に太っているからか、クーゴにはブゥと言われており、本人は気にしている（単にクーゴが聞き間違えたともとれる描写もある）。
メガレオンとライガーゼロイクスを愛機としていたが双方ともに途中で大破し、新しくウネンラギアへと乗り換える。
パッカー
金にがめついジャンク屋。なりゆきでクーゴ達と行動を共にする。
巨大化されたスピノサパーやゴジュラスを含めた様々なゾイドを所有していたが、旅立ちの際にはクーゴのケーニッヒウルフに同乗し、モサスレッジ入手まで固定の乗機はなかった。
メイクーゴ達がブロックス入手後に、補給に立ち寄った街で出会った少女。
男勝りな性格で、登場当初は強力なゾイドを所有しながらも敵に甘い父親に反発していた。
クーゴ達から盗み出そうとしたナイトワイズをそのまま愛機とした。
ウッシータ
メイの父で、バスターイーグルに乗りキメラから街を守っている。無駄な殺生は行わない心優しい性格。
プラチ
盗賊「プラチ団」のリーダー。エーマの下でオサンゾ捕獲の命を受けていた。ゴールド、シルバーという部下と一組の三人組。
インギ
エーマの部下でロードゲイルを操る。元々オサンゾとエーマの助手であったが、仲が良かったゾイド(ハンマーロック)が自分を庇って死亡したため、それを蘇らせる為にエーマの生み出したキメラ技術に手を染めてしまう。
エーマ
物語の黒幕。元々はオサンゾとともにゾイド研究者だったが、遺伝子操作技術によりキメラを生み出し、惑星Ziを支配する野望に乗り出す。自身も強いZiソウルを持つゾイドマスターであり、最終決戦では進化したロードゲイルを駆る。
連載時のコロコロコミックによれば、惑星Zi中央大陸にあるキメラを開発した軍事強国の出身とされる。

## 主な登場ゾイド
- ケーニッヒウルフ
- ライガーゼロイクス
- ダークスパイナー
- フライシザース
- シェルカーン
- レオブレイズ
- ウネンラギア
- モサスレッジ
- ナイトワイズ
- バスターイーグル
- デモンズヘッド
- ディプロガンズ
- ロードゲイル
- マトリクスドラゴン

## 書誌情報
- 塩崎雄二『ZOIDS惑星Zi』小学館〈てんとう虫コミックス〉、全3巻
  1. 2002年7月25日初版発行、ISBN 4-09-143041-4
  2. 2003年1月25日初版発行、ISBN 4-09-143042-2
  3. 2003年8月25日初版発行、ISBN 4-09-143043-0